# Myrsine fastigiata
Myrsine fastigiata är en viveväxtart som först beskrevs av Adolph Daniel Edward Elmer, och fick sitt nu gällande namn av J.J. Pipoly. Myrsine fastigiata ingår i släktet Myrsine och familjen viveväxter. Inga underarter finns listade i Catalogue of Life.